# Eugenia brachythrix
Eugenia brachythrix là một loài thực vật thuộc họ Myrtaceae, Eugenia brachythrix bị đe dọa do mất môi trường sống. Đây là loài đặc hữu của Jamaica.